# Cleantiella strasseni
Cleantiella strasseni là một loài chân đều trong họ Idoteidae. Loài này được Thielemann miêu tả khoa học năm 1910.